# Take My Muffin
«Take My Muffin» — анимационный сериал для взрослых. Первый в истории сериал, созданный при поддержке криптосообщества, а именно: за счет продажи NFT и при поддержке DEX и CEX сервисов. Анонс разработки сериала состоялся 19 апреля 2021 года (о чём также говорит смарт-контракт ТММ-токена, выпущенного в поддержку сериала и имеющего номер 0x19042021329FDdcFBea5f934FB5b2670C91F7D20), премьера сериала состоялась ровно год спустя 19 апреля 2022 года в Лимассоле на территории бывшего завода Coca-Cola.

## Сюжет
Очнувшись после аварии, антропоморфный единорог Корни ничего не помнит, и его главная цель — вернуть себе память. Трехглазый кот Рок рассказывает ему про свой старый стартап — чудо-таблетки, которые, конечно, очень дорогие, но могут помочь с восстановлением памяти. Создать их можно, заработав на открывшихся способностях Корни. В стартап-инкубаторе Рока для этого есть все условия. Корни становится членом команды, и после каждого успешного проекта Рок достает для него таблетки. Они действительно помогают, и Корни начинает по кусочкам собирать свое прошлое.

## Основные персонажи
- Корни (KORNEY) — озвучил Dane McMichael. После дорожной аварии ничего не помнит о себе и своем прошлом. Больше всего хочет вернуть память и понять, кто он. Имеет дар неконтролируемого спонтанного озарения гениальными идеями. В моменты таких озарений его рог начинает светиться. Энергичный, открытый, общительный, склонный к восторженности, отчасти наивный, немного неловкий. Впрочем, не чужд и экзистенциальной рефлексии. Совестливый и совсем не умеет врать, с трудом переступает через моральные принципы и остро реагирует на разного рода беззаконие. Все идеи Корни изначально носят благой гуманистический характер, но в итоге часто оборачиваются обратной стороной.
- Рок (Rok Yen) — озвучил Mike Doherty. Все зовут его укороченным именем Рок. Фандрайзер. Содержит стартап-лабораторию, умело эксплуатирует своих сотрудников, ловко вытягивает из инвесторов деньги, которые постоянно тратит на безумные нецелевые проекты. Мечтает продать какую-нибудь разработку своей лаборатории в крупную корпорацию Bluelight Inc. (аналог современных IT-гиперкорпораций), став её частью. Типичный трикстер — беспринципный, циничный плут и авантюрист. При этом действительно талантливый делец. Року свойственно ввязываться в дело, не думая о последствиях, особенно если речь идет о сиюминутной выгоде. Впрочем, в бизнесе ему важнее азарт процесса, чем результат. Никогда не паникует, находит выход из любой ситуации, а неудачи воспринимает, как часть игры.
- Драка (Draka Flaming) — озвучила Alex Keiper. В команде Рока выполняет функции юриста и финансиста. Железная леди, которая в своем деле прогнет любого. Остра на язык и крайне вспыльчива: на пике эмоций в буквальном смысле загорается. Происходит из семьи реднеков-фундаменталистов, отношения с которыми у неё очень натянутые. Феминистка, больше всего ненавидит сальные мужские шуточки, мачизм и тупые подкаты. Тайно влюблена в Рока, что, собственно, и держит её в команде. При этом скрывает чувства за постоянными подколами в его адрес. Также является вегетарианкой.
- Нопер (Dr. Noper) — озвучил Scott Greer. Гениальный ученый-инженер, одинаково хорошо разбирается в самых разных науках. Правда, совершенно не понимает рынка, поэтому не может придумывать стартапы, а только реализует чужие идеи. Когда-то был ученым-идеалистом и претендовал на престижную премию университета Сент-Фард (Saint Fard), но потом порвал отношения с официальной наукой и опустился, пока не оказался в команде Рока. После одного из неудачных экспериментов Нопера сильно контузило. Теперь при столкновении с логическими парадоксами или особо сложными задачами его мозг начинает «коротить», и ученый непроизвольно разделяется на бесконтрольное туловище и летающую голову. Всегда со всеми не согласен и имеет свою точку зрения на все. Если все «за», то Нопер «против» из принципа. Подвержен вредным привычкам. Неутомимый экспериментатор.
- Юди (U2-D12 aka UD) — озвучил Tyler Bunch. Представляет собой гибрид различной оргтехники. Изначально был куплен Роком на барахолке для офисных нужд. Позже стал подопытным Нопера. В результате эксперимента по развитию искусственного интеллекта приобрел творческие амбиции. Теперь он считает себя художником и в свободное время занимается актуальным искусством. Пытается навязывать свой «талант» коллегам-стартаперам, хочет, чтобы в команде его считали дизайнером, но его все равно воспринимают как говорящий принтер. Конченый меланхолик и пессимист, постоянно пребывает в депрессии, которую сам же романтизирует. Склонен к суициду, но, будучи роботом, не может умереть окончательно — Нопер каждый раз его чинит. Лучший друг Моджо, друг друга они называют «Бро».
- Моджо (Mojo) — озвучил Mike Doherty. Картошка, здоровяк с суперсилой и сознанием ребёнка. В команде Рока выполняет функцию силового прикрытия — охранника и телохранителя, поскольку Рок периодически ввязывается в опасные авантюры. Исполняет любую поставленную задачу, не задумываясь о том, хорошо это или плохо, и какие будут последствия. Моджо вообще ни о чём не парится и всегда плывет по течению. Помогает ему в этом плавании путеводный пестицидный бонг. Отсюда, собственно, и имя. Не понимает юмора — точнее, понимает его очень выборочно и искаженно. Периодически выдает какие-то идиотские идеи, выдаваемые как озарения. Больше всех из команды дружит с роботом ЮДи, которого небезосновательно считает братом.

## Эпизоды
| #      | Название | Видео | Дата             |
| ------ | --- | ----- | ---------------- |
| S01E01 | Галлюциногенные козявки, Интернет 2.0 и Вотернет/ Hallucinogenic boogers, the Internet 2.0, and the Waternet | Видео | 19 апреля 2022   |
| S01E02 | Межвидовой генитальный адаптер и #MeTool/ The Genital adapter & #MeTool                                      | Видео | 26 мая 2022      |
| S01E03 | Даркнет 2.0 и Божественное ICO/ The Darknet 2.0 and Divine ICO                                               | Видео | 5 августа 2022   |
| S01E04 | Персональный рециркулятор и Фека-питание/ The Trash Recirculator and Feco-diet                               | Видео | 5 ноября 2022    |
| S01E05 | Задача Тысячелетия и Нейросинк/ The Millennium Challenge and Neurosync                                       | Видео | 30 декабря 2022  |
| S01E06 | SWOT-анализ и Психофай/ S.W.O.T. and Spoti-Psy                                                               | Видео | 8 апреля 2023    |
| S01E07 | Новые маффины и последняя вечеринка/ Muffin Updates and One Last Party                                       | Видео | 10 июля 2023     |
| S01E08 | Гормонайзер, Фэйсхук и Чат Ти-Пи-Джи/ The Hormonizer, Facehook and ChatTPG                                   | Видео | 22 сентября 2023 |
| S01E09 | Машина времени и интеллектуальная собственность/ The Time Machine and Intellectual Property                  | Видео | 14 декабря 2023  |
| S01E10 | Квантовая запутанность и корпорация «Блюлайт»/ Quantum Entanglement and Bluelight Inc.                       | Видео | 9 марта 2024     |